# Kępa Rzeczycka

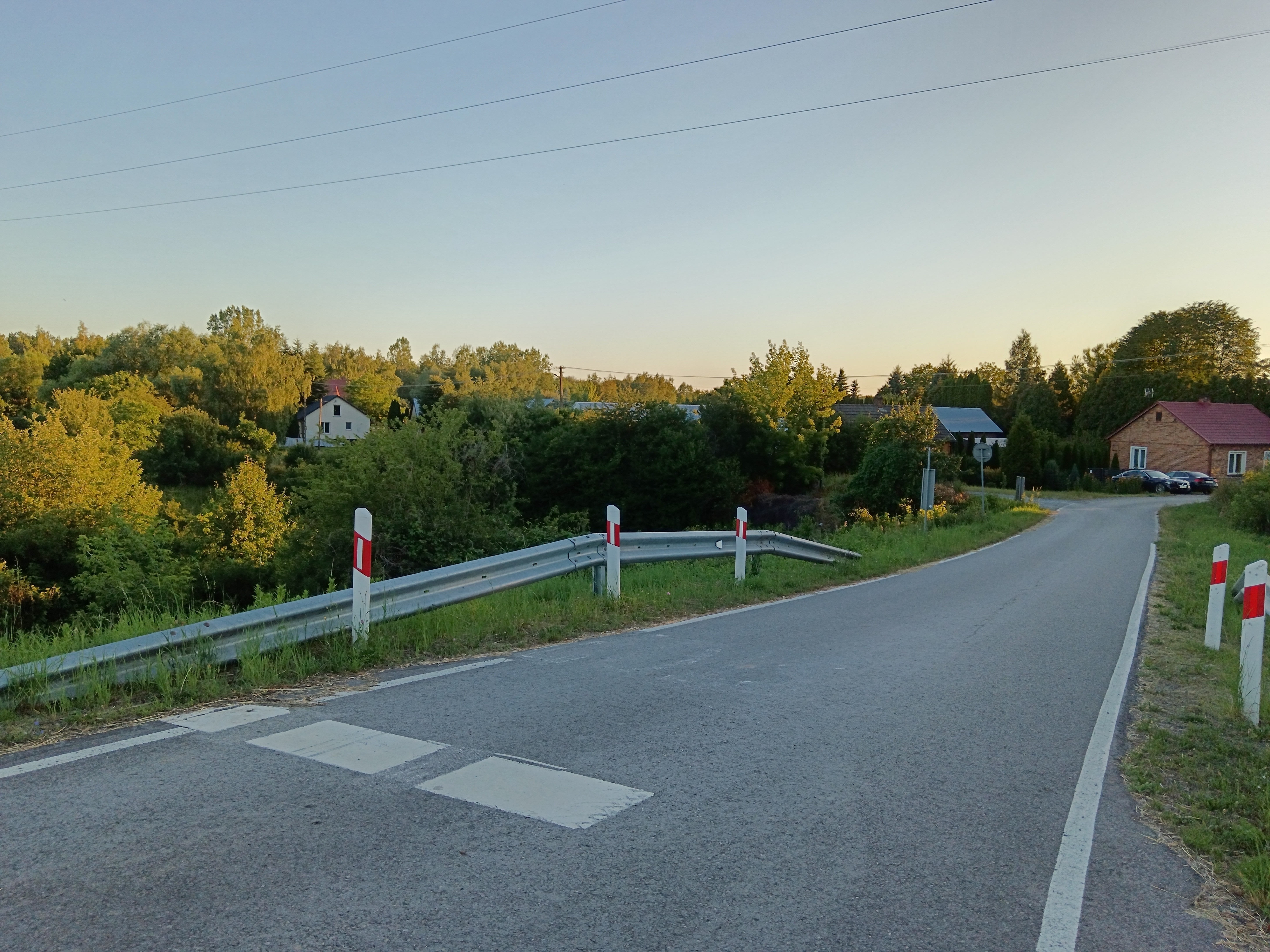
Kępa Rzeczycka -Zatorze

Kępa Rzeczycka – wieś w Polsce położona nad Sanem w województwie podkarpackim, w powiecie stalowowolskim, w gminie Radomyśl nad Sanem. Przez wieś przepływa niewielka rzeka Łukawica.
| SIMC    | Nazwa  | Rodzaj    |
| ------- | ------ | --------- |
| 0804891 | Czarne | część wsi |

Po I rozbiorze Polski w 1772 roku i następnych rozbiorach była w zaborze Monarchii Habsburgów. Po I wojnie światowej Kępa Rzeczycka w II Rzeczypospolitej była w województwie lwowskim w powiecie tarnobrzeskim w gminie Charzewice. Po II wojnie wieś znalazła się w województwie rzeszowskim, w gminie Charzewice. Od 1954 do 1959 w gromadzie Wola Rzeczycka w latach 1960 do 1969 w gromadzie Rzeczyca Długa a od 1970 w gromadzie Radomyśl n/ Sanem.  W latach 1975–1998 miejscowość administracyjnie należała do województwa tarnobrzeskiego.
Urodził się tutaj polski duchowny rzymskokatolicki – biskup Edward Frankowski.

## Historia
Kępa Rzeczycka powstała wg źródeł historycznych na początku XVII wieku. Mimo braku informacji w spisach poborowych, wspominają o niej wizytacje kościelne, parafii w Charzewicach według których była w rękach Grodzkich, a następnie Kuczkowskich i Rozwadowskich.
W 1723 Kępa Rzeczycka, wykupiona od rodziny Rozwadowskich, stała się częścią rozległego klucza długorzeczyckiego Lubomirskich utworzonego przez Jerzego Ignacego Lubomirskiego. W 1785 roku mieszkało tu 75 osób, a według metryk józefińskich 14 poddanych (7 półrolników i 7 zagrodników). Spis wojskowy z 1808 roku wymieniał w Kępie Rzeczyckiej 17 domów i 123 mieszkańców. W 1900 roku wieś miała już 39 budynków i 230 mieszkańców, w tym 8 Żydów. 
Jeszcze w XVIII wieku wieś otaczało od wschodu wypełnione wodą obniżenie terenu stanowiące odgałęzienie prastarego, dużego jeziora ciągnącego się od granic Rzeczycy Długiej aż po  Dąbrowę Rzeczycką. Teren ten do dziś jest nazywany przez mieszkańców wsi jeziorzyskiem.
Zanim usypano w latach 1891–1892, wały przeciwpowodziowe Sanu, wieś często doświadczały katastrofalne wylewy. Tak było, dla przykładu, w marcu 1888 roku, kiedy oprócz 3 domów pozostałe zostały zalane, a 160 mieszkańców wraz z inwentarzem musiało się ewakuować do Rzeczycy Długiej.
Pod koniec 1914 roku Rosjanie zaczęli w układać tory kolejowe z Lublina do Rozwadowa, budując jednocześnie w Kępie Rzeczyckiej prowizoryczny, drewniany most na Sanie i przystanek kolejowy Kępa, położony tuż przy wale przeciwpowodziowym obok mostu. Walki pozycyjne austriacko-rosyjskie podczas I wojny światowej nad Sanem z lat 1914–1916 doprowadziły do zniszczenia we wsi kilkunastu gospodarstw i mostu. Stały stalowy most kolejowy zbudowany został tu dopiero w 1922 roku.
Spis powszechny z 1921 roku odnotował już 46 domów i 221 osób. W dalszym ciągu mieszkały we wsi 2 rodziny żydowskie, które wyprowadziły się przed rokiem 1939.
W latach 1925–1926, książę Jerzy Lubomirski, ostatni ordynat majątku w Charzewicach, dokonał likwidacji posiadłości dworskich Lubomirskich w Kępie Rzeczyckiej sprzedając je miejscowym chłopom.
Od początku swego istnienia Kępa Rzeczycka należała do parafii w Charzewicach, a następnie w Rozwadowie. Od 1924 roku należy do utworzonej parafii w Woli Rzeczyckiej.
W czasie II wojny kilka rodzin pomagało mieszkającej we wsi Dąbrowa Rzeczycka, żydowskiej rodzinie Mieczysława (Mojżesza) Lewinkopfa i Elżbiety Linieckiej Weinreich (rodzice Jerzego Kosińskiego).
Podczas II wojny światowej Kępa Rzeczycka nie została spacyfikowana, mimo aktów sabotażu wykolejenia przez oddziały partyzanckie kilku transportów kolejowych na trasie Lipa - Kępa Rzeczycka, nie ma też wzmianek o partyzantce.
Na wale przeciwpowodziowym w okolicach Kępy Rzeczyckiej znajduje się stojący kamienny pomnik. Pomnik upamiętnia tragiczne wydarzenie, które miało tu miejsce w 1936 roku. Tu została zamordowana Felicja Lubomirska, a wydarzenia tego nigdy nie wyjaśniono. Felicja Lubomirska była nieślubną córką księcia Jerzego Lubomirskiego z Charzewic. Grób zamordowanej Felicji Lubomirskiej znajduje się na rozwadowskim cmentarzu.